# マーティン・ポッター
マーティン・ポッター（Martin Potter、1944年10月4日 - ）は、イギリスの俳優。

## 来歴
イングランドの中心部ノッティンガムで生まれ、ナショナル・ユース・シアターやレパートリー・シアターで演劇を学ぶ。23歳の時にイギリスの民間放送局・ITVのテレビドラマシリーズ『The Bonegrinder』に出演したのを皮切りに、テレビドラマで脇役を演じるようになった。
1969年、フェデリコ・フェリーニ監督のイタリア・フランス合作映画『サテリコン』で主人公・エンコルピオ役に起用され、国際的な注目を浴びる。フェリーニはもともとエンコルピオ役にはテレンス・スタンプの起用を検討していたが、スタンプの出演が叶わなかったため、スタンプに見た目が似ているポッターをエンコルピオ役に抜擢した。
『サテリコン』に出演して以降はヨーロッパ史を題材にした歴史映画や、ホラー映画などのB級映画、イギリスのテレビドラマに出演する機会が多く、公共放送局・BBC Oneで放送されたテレビドラマシリーズ『The Legend of Robin Hood』では主人公のロビン・フッド役を演じたほか、池田理代子の漫画を実写化した映画『ベルサイユのばら』ではジェローデル伯爵役を演じている。

## 私生活
1978年、女優のスージー・ブレイクと結婚した。ブレイクはテレビを中心に活動する女優であり、『Mud』『コロネーション・ストリート』『Mrs. Brown's Boys』などの人気ドラマのレギュラーキャストとしてお茶の間に親しまれているほか、ジョン・クリーズ主演のコメディ映画『危険な動物たち』にも出演している。

## 主な出演作品

### 映画
| 公開年 | 邦題 原題                                                   | 役名                   | 備考 |
| ------ | ----------------------------------------------------------- | ---------------------- | ---- |
| 1969   | サテリコン Satyricon                                        | エンコルピオ           |      |
| 1970   | さよならジェミニ Goodbye Gemini                             | ジュリアン             |      |
| 1971   | ニコライとアレクサンドラ Nicholas and Alexandra             | フェリックス・ユスポフ |      |
| 1972   | 狂気のいけにえ Craze                                        | ロニー                 |      |
| 1976   | ザ・ショッカー/女子学生を襲った呪いの超常現象 Satan's Slave | ステファン・ヨーク     |      |
| 1977   | マルキ・ド・サド/第三の悪徳 Cruel Passion                   | カーライル伯           |      |
| 1979   | ベルサイユのばら Lady Oscar                                 | ジェローデル伯爵       |      |
| 1985   | ガンパウダー Gunpowder                                      | パウダー               |      |

### テレビシリーズ
| 放映年 | 邦題 原題                 | 役名                             | 備考        |
| ------ | ------------------------- | -------------------------------- | ----------- |
| 1975   | The Legend of Robin Hood  | ロビン・フッド                   | 6エピソード |
| 1978   | Emmerdale Farm            | クライヴ・ヒントン               | 6エピソード |
| 1981   | The Borgias               | パオロ・ジョルダーノ・オルシーニ | 6エピソード |
| 1983   | ドクター・フー Doctor Who | エイラク                         | 3エピソード |
| 1985   | A.D.                      | ガイウス・カルプルニウス・ピソ   | 5エピソード |